# Периодонт
Периодонт (лат. periodontium) — соединительная ткань, находящаяся в щелевидном пространстве между цементом корня зуба и внутренней поверхностью альвеолы. Его средняя ширина составляет 0,20-0,25 мм. Наиболее узкий участок периодонта находится в средней части корня зуба, а в апикальном и маргинальном отделах его ширина несколько больше.
Развитие тканей периодонта тесно связано с эмбриогенезом и прорезыванием зубов. Начинается процесс параллельно с формированием корня зуба. Рост волокон периодонта происходит как со стороны цемента корня, так и со стороны кости альвеолы, навстречу друг другу. С самого начала своего развития волокна имеют косой ход и располагаются под углом к тканям альвеолы и цемента. Окончательное развитие периодонтального комплекса наступает после прорезывания зуба. В то же время сами ткани периодонта участвуют в этом процессе. Необходимо отметить, что, несмотря на мезодермальное происхождение составных компонентов периодонта, в его нормальном формировании принимает участие эктодерма - эпителиальное корневое влагалище.

## Состав
Основу периодонта составляет соединительная ткань. Её главной структурой являются коллагеновые волокна. Они составляют основу периодонтальной связки и соединяют цемент зуба с костной тканью альвеолы. Несмотря на отсутствие эластичности, волокна коллагена обеспечивают некоторую подвижность зуба в лунке, в основном за счёт незначительной извитости их хода. Участки волокон, проникающие в цемент и костную ткань альвеолы, носят название прободающих — шарпеевских волокон. Глубина их проникновения в цемент составляет не более 3-5 μ.т, а в кость альвеолы — до 20 μ.т.. В периодонтальной щели пучки коллагена, идущие от цемента и альвеолы, образуют выраженное промежуточное сплетение, которое обеспечивает адаптацию всего тканевого комплекса к меняющимся нагрузкам на зуб. Коллаген, входящий в состав периодонтальной связки по своим физикобиохимическим свойствам является типичным, но его фибриллы имеют сравнительно малый диаметр — не более 55 μ.т
Кроме типичных коллагеновых волокон в периодонте имеются незрелые — эластические — окситалановые. Они достигают в длину нескольких миллиметров и идут параллельно цементу корня зуба, пересекая пучки коллагена под прямым углом. Этим волокнам приписывают[кто?] значительную роль в процессе регуляции и распределения кровотока при физической нагрузке на периодонт.
Основное вещество периодонта занимает 60 % от всех других компонентов соединительной ткани. Причём около 70 % гелеобразного аморфного вещества составляет вода. Такое необычно большое процентное содержание основного вещества со значительным количеством воды играют важную роль в процессе амортизации нагрузки.
Клеточные элементы, входящие в периодонт, чрезвычайно разнообразны. Они представлены как оседлыми, так и подвижными клетками. Наибольшую популяцию клеток представляют фибробласты. Они располагаются по ходу коллагеновых волокон. В процессе жизни часть из них может дифференцироваться в стационарные клеточные элементы — фиброциты, другая — в миофибробласты, способные к сократительной активности. Другую популяцию клеток составляют цементоциты и цементобласты, последние непосредственно прилежат к поверхности цемента корня зуба и участвуют в построении вторичного цемента. Остеобласты располагаются по поверхности альвеол и выполняют функцию образования кости. Кроме того, в тканях периодонта в небольшом количестве встречаются остеокласты, одонтокласты, макрофаги и клеточные элементы специфического звена иммунной системы (лимфоциты и плазматические клетки). Причём, в маргинальном отделе это в основном плазмоциты, синтезирующие IgA. Кроме этих клеточных элементов в периодонте в незначительном количестве находится тучные клетки, эозинофильные и нейтрофильные лейкоциты.
Характерной особенностью периодонтальной ткани является наличие эпителиальных островков Маляссе — остатки редуцированного эпителиального корневого влагалища. Объём и количество островков Маляссе имеет индивидуальные особенности. С возрастом, после 30 лет, их количество значительно снижается, но они никогда полностью не исчезают.
Кровоснабжение периодонта осуществляется по верхней и нижней альвеолярным артериям. Наибольшая часть артериальной крови поступает к тканям периодонта по артериолам из костномозговых пространств альвеолярного отростка через гаверсовы и фальксмановы каналы, а также по ветвям зубной артериолы дающей пучок к периодонту. Сосудистая сеть связочного аппарата соседних зубов объединена в систему, обеспечивающую возможность коллатерального кровотока. Кровеносные сосуды периодонта образуют несколько сплетений. Наружное, расположенное ближе к лунке, среднее, и капиллярное, расположенное рядом с цементом корня. Отток крови из периодонта осуществляется во внутрикостные вены.
Лимфатическая система периодонтальной связки представлена слепо начинающимися в соединительной ткани капиллярами и развита относительно слабо. Основная масса лимфатических капилляров идёт по ходу периодонтальных венул. Отток лимфы происходит в околоушные (зубы верхней челюсти), подчелюстные (нижние резцы, премоляры) и подъязычные лимфатические узлы. Этим объясняется их увеличение при некоторых заболеваниях периодонта.
Иннервация периодонта осуществляется как афферентными, так и эфферентными волокнами тройничного нерва. Афферентные волокна проникают в ткань двумя путями — через костномозговые каналы и отходят от зубного нерва. В периодонте они образуют нервное сплетение Их окончания являются в основном механо- и ноцирепторами (болевыми рецепторами). Наибольшая плотность рецепторов отмечается в области верхушек зубов, за исключением резцов, где они распределены равномерно по всей периодонтальной щели. Имеющиеся симпатические нервные волокна участвуют в регуляции кровотока, парасимпатических волокон в периодонте не описано.
Особенностью ткани периодонта является высокая скорость её обновления. Это касается не только и не столько клеточного состава, сколько коллагеновых волокон и основного вещества. С возрастом процессы обновления значительно замедляются, отмечается уменьшение числа макрофагов, тучных клеток и плазмоцитов. Постепенно нарастают процессы редукции капиллярного русла, уменьшается число афферентных и эфферентных нервных волокон.
Кроме выше изложенного, структурную целостность периодонта обеспечивает эмалевое прикрепление. Оно представлено 10-20 рядами клеток многослойного плоского эпителия, полное обновление которых происходит за 4-8 дней. Это значительно превосходит процессы физиологического обновления клеток эпителия десны и обеспечивает не только механическую защиту входа в маргинальную часть периодонта, но и процессы элиминации потенциальных повреждающих факторов.

## Функции
1. Механостатическая или анатомическая функция заключается в удержании зуба в альвеоле (периодонт является связкой, соединяющей зуб с альвеолой).
2. Распределительно-регулирующая функция заключается в равномерном перераспределении нагрузки на зуб и ткани альвеолы при жевании. Её обеспечивают основное вещество и волокна периодонта
3. Защитная функция, выражается в том, что компоненты периодонта представляют собой особый гистогематический барьер и обеспечивают структурный и антигенный гомеостаз собственных и окружающих тканей. Реализация этого гарантируется как специфическими, так и неспецифическими факторами защиты.
4. Трофическая функция обеспечивается хорошо развитой сосудистой и нервной сетью.
5. Пластическая функция тесно связана с защитной и обеспечивает поддержание структуры и репарацию тканей как самого периодонта, так и тканей, контактирующих с ним.
6. Сенсорная функция реализуется через богатую сеть рецепторного аппарата периодонтальной щели и тесно связана со всеми выше перечисленными.